# Esfínter
En biología, un esfínter es usualmente un músculo con forma circular o de anillo, que permite el paso de una sustancia de un órgano a otro por medio de un tubo u orificio a la vez que impide su regreso. Existen más de 160 esfínteres diferentes en el cuerpo humano, algunos microscópicamente pequeños —en particular, los millones de esfínteres precapilares—. Los esfínteres se relajan en la muerte, posiblemente liberando fluidos.
Muchos esfínteres se usan diariamente en la función normal de la digestión. Por ejemplo, la epiglotis se emplea para sellar las vías aéreas mientras se traga, asegurando así que comida o líquido no ingresen en los pulmones. La función de la epiglotis es un ejemplo típico de una acción involuntaria del cuerpo.

## Principales esfínteres (aperturas) y válvulas
Esfínter del iris
Epiglotis
La epiglotis cubre la entrada de la laringe e impide que los alimentos entren en ella y en la tráquea al tragar.
Esófago#Esfínter esofágico inferior
Es un músculo que separa el estómago del esófago evitando que el bolo alimenticio regrese. No es un verdadero esfínter anatómico en cuanto a que no existe estructura alguna muscular que lo delimite. Es más bien un esfínter fisiológico: realiza la misma función que un esfínter anatómico, pero no por la acción de un músculo determinado, sino por la confluencia de una serie de factores fisiológicos.
Esfínter pilórico
Músculo que separa el estómago del intestino delgado. Impide que el quimo retroceda después de haber pasado al intestino delgado.
Válvula ileocecal
Separa al intestino grueso del intestino delgado, promoviendo el paso del quilo hacia el primero y evitando el retroceso de material fecal al íleon.
Esfínter de Oddi
Controla el paso de secreciones desde el hígado, el páncreas y la vesícula biliar hacia el duodeno.
Esfínteres anales
Encargados de permitir el paso de la materia fecal hacia el exterior del cuerpo. Hay de dos tipos: 
Esfínter anal interno
Esfínter anal externo
Esfínter uretral
Controla la excreción de orina hacia el exterior.
Esfínter precapilar
Encargado de abrir y cerrar el capilar al momento en que pasa la sangre.